# 棋王戦 (台湾)
棋王戦（きおうせん、棋王賽）は、台湾の囲碁の棋戦。
1. 1979年から1989年まで中国囲棋会などにより実施。
2. 2008年から海峰棋院などにより実施。

## 中国囲棋会 棋王戦
1979年に開始され、1989年まで11期行われた。
- 主催 民生報、中国囲棋会
- 協力 応昌期囲棋協会
- 実施方法
  - リーグ戦優勝者が前期優勝者と挑戦手合七番勝負を行う。

### 歴代優勝者と挑戦手合
（左が優勝者）
1. 1979年 陳永安 （リーグ戦で3名が6勝2敗の同率となり、決戦リーグ2勝の陳永安が第1期棋王となる）
2. 1980年 陳永安 4-1 周咸亨
3. 1981年 陳長清 4-2 陳永安
4. 1982年 陳長清 4-3 陳永安
5. 1983年 陳長清 4-2 陳永安
6. 1984年 陳長清 4-1 林聖賢
7. 1985年 陳永安 4-1 陳長清
8. 1986年 周咸亨 4-3 陳永安
9. 1987年 周咸亨 4-1 林聖賢
10. 1988年 周咸亨 4-1 陳長清
11. 1989年 周咸亨 4-0 陳長清

## 海峰棋院 棋王戦
2008年に開始。台湾棋院と中国囲棋会の棋士が参加する。
- 主催 海峰棋院
- 協力 台湾棋院、中華民国囲棋協会、LGS伝奇囲棋網
- 優勝賞金 (1-8期)100万台湾ドル、(9期-)120万台湾ドル
- 実施方法
  - 8名によるリーグ戦の優勝者が、タイトル保持者と挑戦手合七番勝負を行う。リーグ戦は上位4名が次期シード。
  - 予選通過者28名とリーグ陥落者4名の32名が4枠のトーナメントでリーグ入りを争う。
  - コミは6目半。
  - 持時間は各3時間、残り5分から1分ごとの秒読み。

### 歴代優勝者と挑戦手合
（左が優勝者）
- 第1期 2008年 周俊勲 - 陳詩淵（リーグ6勝1敗の同率決戦で周俊勲が第1期棋王となる）
- 第2期 2009年 陳詩淵 4-2 周俊勲
- 第3期 2010年 陳詩淵 4-0 林至涵
- 第4期 2011年 陳詩淵 4-3 周俊勲
- 第5期 2012年 陳詩淵 4-2 蕭正浩
- 第6期 2013年 王元均 4-1 陳詩淵
- 第7期 2014年 王元均 4-0 林立祥
- 第8期 2015年 周俊勲 4-3 王元均
- 第9期 2016年 王元均 4-2 周俊勲
- 第10期 2017年 林君諺 4-3 王元均
- 第11期 2018年 林君諺 4-1 許皓鋐
- 第12期 2019年 王元均 4-3 林君諺
- 第13期 2020年 許皓鋐 4-1 王元均
- 第14期 2021年 林君諺 4–3 許皓鋐
- 第15期 2022年 許皓鋐 4–1 林君諺
- 第16期 2023年 許皓鋐 4–1 林立祥